# Фиалова, Зузана
Зузана Фиалова (словац. Zuzana Fialová; род. 17 мая 1974, Братислава ЧССР) — словацкая актриса и кинорежиссёр, входит в труппу Словацкого национального театра.

## Биография
Фиалова родилась 17 мая 1974 года в Братиславе. Училась в консерватории в Братиславе. В 1998 году окончила Высшую школу музыкального мастерства в Братиславе (факультет актёрского мастерства). В 2003 году была признана в Словакии «Талантом года».
Разведена, сын Давид. Была ранена 24 января 2011 года при взрыве в аэропорту Домодедово.